# Ricardo Alcántara Sgarbi
Ricardo Alcántara Sgarbi   (Montevideo, 24 de novembre de 1946) és un escriptor nascut a l'Uruguai.

## Biografia
Als 17 anys va marxar cap a São Paulo a estudiar Psicologia perquè la universitat on estudiava la van tancar. Però a ell no li agradava fer de psicòleg. Li agradava i li agrada escriure.
Va guanyar un premi de literatura al Brasil i amb els diners del premi va viatjar a Barcelona perquè volia estar al costat del mar. Abans de treballar d'escriptor va treballar d'artesà, de cuiner, i en una escola bressol. Al principi, va tenir conflictes amb les editorials perquè no acceptaven els seus llibres, fins que l'editorial La Galera va acceptar publicar-li els seus llibres.
L'any 1979 va guanyar el premi Serra d'Or que per primera vegada era atorgat a un llibre no català. Després d'aquest premi, ha estat guardonat en diversos certàmens literaris. N'és una mostra l'obtenció del Premi Austral Infantil de l'any 1987 per Un cabell blau.
La consagració definitiva li va arribar amb la concessió del Premi Lazarillo, el 1987, amb Un conte gran com una casa. L'any 1990 va obtenir també el premi Apel·les Mestres amb Carn i ungla. Ha figurat, a més a més, a la Llista d'Honor del Banc del Llibre a Veneçuela i del CCEI a Espanya. També va ser seleccionat per a l'Antologia del Conte Espanyol (University of Nebraska, EUA). La novel·la Qui estima els vells? ha estat seleccionada per a l'exposició The White Ravens 1997, que organitza anualment la Biblioteca Internacional de Múnic.
Quasi tots els seus llibres els ha il·lustrat el seu amic Gusti.

## Obra
- Guaraçú 4a ed. Barcelona, La Galera, 1978.
- Pohopol 4a ed. Barcelona, La Galera, 1980.
- La bruixa que volia matar el sol 6a ed. Barcelona, Hymsa, 1981.
- Kinango 5a ed. Barcelona, La Galera, 1982.
- Güenkel 3a ed. Barcelona, Argos-Vergara, 1982.
- Kalyndi 6a ed. Barcelona, Hymsa, 1983.
- Kunka-ta 4a ed. Barcelona, Argos-Vergara, 1983.
- La girafa i el mar 5a ed. Barcelona, Argos-Vergara, 1984.
- Hil-lady 4a ed. Barcelona, Argos-Vergara, 1984.
- Els personatges de Gaietà 4a ed. Barcelona, Hymsa, 1984.
- L'estel de Joanton 4a ed. Barcelona, Publicacions de l'Abadia de Montserrat, 1986.
- L'aprenent de caçador 5a ed. Barcelona, La Galera, 1986.
- Nanoris i el poble encantat Barcelona, La Magrana, 1986.
- Betania 6a ed. Barcelona, Joventut, 1986.
- Salta, No-non! 8a ed. Barcelona, La Galera, 1987.
- La maredelaigua 2a ed. Barcelona, Aliorna, 1987.
- Pip... i el dia 2a ed. Barcelona, Publicacions de l'Abadia de Montserrat, 1987.
- Pip... i el color vermell 2a ed. Barcelona, Publicacions de l'Abadia de Montserrat, 1987.
- Pip i... la nit 2a ed. Barcelona, Publicacions de l'Abadia de Montserrat, 1987.
- Natàlia i la lluna 3a ed. Barcelona, Joventut, 1987.
- El caçador Fulgenci 2a ed. Barcelona, Joventut, 1987.
- El plor del lleó 4a ed. Barcelona, Aliorna, 1987.
- Quin invent! 8a ed. Barcelona, La Galera, 1988.
- Un conte gran com una casa 2a ed. Madrid, Anaya, 1988.
- Tomàs i el llapis màgic 7a ed. Barcelona, Baula, 1988.
- El viatge dels ocells 2a ed. Barcelona, Joventut, 1988.
- Pip... i el color blau 2a ed. Barcelona, Publicacions de l'Abadia de Montserrat, 1988.
- Pip... i el cercle 2a ed. Barcelona, Publicacions de l'Abadia de Montserrat, 1988.
- Pip... i la línia 2a ed. Barcelona, Publicacions de l'Abadia de Montserrat, 1988.
- Querouak 2a ed. Barcelona, Publicacions de l'Abadia de Montserrat, 1988.
- El vol del conill 3a ed. Barcelona, Publicacions de l'Abadia de Montserrat, 1989.
- Catorze de febrer, Sant Valentí 3a ed. Barcelona, Aliorna, 1989.
- El vell pollancre 2a ed. Barcelona, Edicions B, 1989.
- El pirata valent 3a ed. Barcelona, Cruïlla, 1989.
- Qui recull les caques del gos? 5a ed. Barcelona, Baula, 1989.
- Carn i ungla Barcelona, Destino, 1990.
- Qui ajuda a casa? 6a ed. Barcelona, Baula, 1990
- Un gat molt eixerit 2a ed. Barcelona, Edebé, 1991.
- El misteri de les lletres 3a ed. Barcelona, Edebé, 1991.
- Carai... on s'haurà ficat? 3a ed. Barcelona, Edebé, 1991.
- Te'n recordes, Ferran? 3a ed. Barcelona, Edebé, 1991.
- Qui fa servir les papereres? 5a ed. Barcelona, Baula, 1991.
- Tulinet, les set vides del gat 4a ed. Saragossa, Baula, 1991.
- Ui, quina por! 6a ed. Barcelona, Edebé, 1991.
- El gall Nicolau Barcelona, Toray, 1992.
- L'oca soca 4a ed. Barcelona, Edebé, 1992.
- Adéu, i bona sort! 2a ed. Barcelona, Aura Comunicació, 1992.
- Ja sóc un gnom! 2a ed. Barcelona, Aura Comunicació, 1992.
- Caterina de Binimel·là 2a ed. Barcelona, Aura Comunicació, 1992.
- El club dels mags descalços 2a ed. Barcelona, Aura Comunicació, 1992.
- El temible Safrech 2a ed. Barcelona, Aura Comunicació, 1992.
- Qui diu no a les drogues? 5a ed. Barcelona, Baula, 1993.
- La ronda de cada dia 2a ed. Barcelona, Edebé, 1995.
- Qui estima els vells? Barcelona, Baula, 1996.
- Un viatge en tren Lleó, Everest, 1996.
- Aventura a la platja Lleó, Everest, 1996.
- Mentre tots dormien Lleó, Everest, 1996.
- Així es varen fer amics Lleó, Everest, 1996.
- El gegant Bonifaç 2a ed. Barcelona, Bruño, 1997.
- Barbamec i les gavines Barcelona, La Galera, 1997.
- Barbamec i els fantasmes Barcelona, La Galera, 1997.
- Barbamec i la princesa Barcelona, La Galera, 1997.
- El tresor de Barbamec Barcelona, La Galera, 1997.
- La cançó de Barbamec Barcelona, La Galera, 1997.
- Els tatuatges de Barbamec Barcelona, La Galera, 1997.

...

## Últimes obres
- Tomás y las tijeras mágicas Zaragoza, Editorial Edelvives, 2006.
- Óscartiene frío Madrid, Alfaguara, 2006.
- Mi abuela Amanda León, Everest, 2006.
- Els vestits de la panxeta Barcelona, Edebé, 2006.(castellà i català)
- El secuestro de sombra Barcelona, Cromosoma, 2006.(castellà i català)
- El chamán de la tribu Barcelona, Cromosoma, 2007.
- Juanito Jones Barcelona, Cromosoma, 2007.
- Les tres bessones i... Barcelona, Icaria Editorial – Intermón Oxfam – Ed. Cromosoma, 2007.
- L'ós que volia deixar de ser petit, Pàges Editors, 2016

(castellà i català)
- El tio Paco i ... Barcelona, Combel Editorial, 2007.(castellà i català)
- Los colores de la música Girona, Museu d'Art Girona, 2007.

## Premis i mencions
- Premis Crítica "Serra d'Or" – l979

Revista Serra d'Or
Barcelona – España
MEJOR LIBRO DEL AÑO – LITERATURA INFANTIL – GUARAÇÚ
- Premios CCEI de Literatura Infantil Española – l982

Comisión Católica Española de la Infancia
Madrid – España
LISTA DE HONOR: LA BRUJA QUE QUISO MATAR EL SOL
- Premios CCEI de Literatura Infantil Española – l983

Comisión Católica Española de la Infancia
Madrid – España
LISTA DE HONOR: KINANGO
- Los 10 Mejores Libros Para Niños – cuadro de Honor del Banco del Libro – l983

Banco del Libro
Caracas – Venezuela
LISTA DE HONOR: KINANGO
- Antología del Cuento Español – l985

Society of Spanish – American Studies
University of Nebraska – Lincoln
CUENTO ANTOLOGADO: BETANIA
- Premios Barco de Vapor – l985

Fundación Santa María
Madrid – España
3r. PREMIO
- Premio Lazarillo de Creación Literaria – l987

Ministerio de Cultura – OEPLI
Madrid – España
LIBRO PREMIADO: UN CUENTO GRANDE COMO UNA CASA
- Premio Austral de Literatura e Ilustración – l987

Editorial Espasa Calpe
Madrid – España
LIBRO PREMIADO: UN CABELLO AZUL
- Premios CCEI de Literatura Infantil Española – l987

Comisión Católica Española de la Infancia
Madrid – España
LISTA DE HONOR: APRENDIZ DE CAZADOR
- 9è Premi de Literatura Infantil i Juvenil Il·lustrada – Apel·les Mestres – l990

Editorial Destino
Barcelona – España
LIBRO PREMIADO: UÑA Y CARNE
- Premios CCEI de Literatura Infantil Española – l990

Comisión Católica Española de la Infancia
Madrid – España
LISTA DE HONOR: ¿QUIÉN RECOGE LAS CACAS DEL PERRO?
- Premios CCEI de Literatura Infantil Española – l990

Comisión Católica Española de la Infancia
Madrid – España
LISTA DE HONOR: EL PIRATA VALIENTE
- Lista de Honor CLIJ – l991

Cuadernos de Literatura Infantil y Juvenil
Barcelona – España
LISTA DE HONOR: LA PEQUEÑA WU-LI
- Premio de la Asociación de Revistas Infantiles – l992

Rotterdam – Països Baixos
LIBRO PREMIADO: LA PEQUEÑA WU-LI
- Exposición the White Ravens l997

Internationale Jugend Bibliothek
Munich – Alemanya
LIBRO SELECCIONADO - ¿QUIÉN QUIERE A LOS VIEJOS?
- Lista de Honor de CLIJ – l997

Cuadernos de Literatura Infantil y Juvenil
Barcelona – España
LISTA DE HONOR: ASÍ SE HICIERON AMIGOS
- Los Mejores Libros de la Década (l988 – l998)

Cuadernos de Literatura Infantil y Juvenil
Barcelona – España
LIBRO SELECCIONADO: UÑA Y CARNE
- Lista de Honor de CLIJ – l999

Cuadernos de Literatura Infantil y Juvenil
Barcelona- España
LISTA DE HONOR: PERRO Y GATO
- Premios CCEI de Literatura Infantil Española – 2000

Comisión Católica Española de la Infancia
Madrid – España
LISTA DE HONOR: TENTO Y LA TORMENTA
- 100 Obras de Literatura Infantil del Siglo XX

Fundación Germán Sánchez Ruipérez
Madrid – España
LIBRO SELECCIONADO: EL TEMIBLE SAFRECH
- Premio Pulcinella – 2001

Premio Para Series de Televisión.
Italia
MENCIÓN ESPECIAL: JUANITO JONES
- Selecció Curs 2001-2002

Revista Faristol
Barcelona –España
LIBRO SELECCIONADO: EL PAÍS SENSE NOM
- X Edició Premis Zapping - 2004

Categoría: MEJOR SERIE DE ANIMACIÓN DE PRODUCCIÓN PROPIA.
Barcelona -
FINALISTA: JUANITO JONES